# Алта (Вайоминг)
Алта (англ. Alta) — статистически обособленная местность, расположенная в округе Титон (штат Вайоминг, США) с населением в 400 человек по статистическим данным переписи 2000 года.

## География
По данным Бюро переписи населения США, статистически обособленная местность Алта имеет общую площадь в 336,96 квадратных километров, из которых 336,7 кв. километров занимает земля и 0,26 кв. километров — вода. Площадь водных ресурсов округа составляет 0,08 % от всей его площади.
Статистически обособленная местность Алта расположена на высоте 1963 метра над уровнем моря.

## Демография
По данным переписи населения 2000 года, в Алте проживало 400 человек, 104 семьи, насчитывалось 141 домашнее хозяйство и 181 жилой дом. Средняя плотность населения составляла около 1,2 человек на один квадратный километр. Расовый состав Алты по данным переписи распределился следующим образом: 99,25 % белых, 0,75 % — азиатов.
Испаноговорящие составили 0,25 % от всех жителей статистически обособленной местности.
Из 141 домашних хозяйств в 34,0 % — воспитывали детей в возрасте до 18 лет, 65,2 % представляли собой совместно проживающие супружеские пары, в 7,1 % семей женщины проживали без мужей, 26,2 % не имели семей. 18,4 % от общего числа семей на момент переписи жили самостоятельно, при этом 1,4 % составили одинокие пожилые люди в возрасте 65 лет и старше. Средний размер домашнего хозяйства составил 2,84 человек, а средний размер семьи — 3,28 человек.
Население статистически обособленной местности по возрастному диапазону по данным переписи 2000 года распределилось следующим образом: 28,5 % — жители младше 18 лет, 7,8 % — между 18 и 24 годами, 22,0 % — от 25 до 44 лет, 31,0 % — от 45 до 64 лет и 10,8 % — в возрасте 65 лет и старше. Средний возраст жителей составил 41 год. На каждые 100 женщин в Алте приходилось 126,0 мужчин, при этом на каждые сто женщин 18 лет и старше приходилось 118,3 мужчин также старше 18 лет.
Средний доход на одно домашнее хозяйство в статистически обособленной местности составил 56 750 долларов США, а средний доход на одну семью — 57 917 долларов. При этом мужчины имели средний доход в 38 438 долларов США в год против 19 107 долларов среднегодового дохода у женщин. Доход на душу населения в статистически обособленной местности составил 40 680 долларов в год. 11,4 % от всего числа семей в округе и 16,8 % от всей численности населения находилось на момент переписи населения за чертой бедности, при этом 24,0 % из них были моложе 18 лет.